# Thimister-Clermont
Thimister-Clermont es una comuna de la región de Valonia, en la provincia de Lieja, Bélgica. A 1 de enero de 2019 tenía una población estimada de 5700 habitantes.

## Geografía

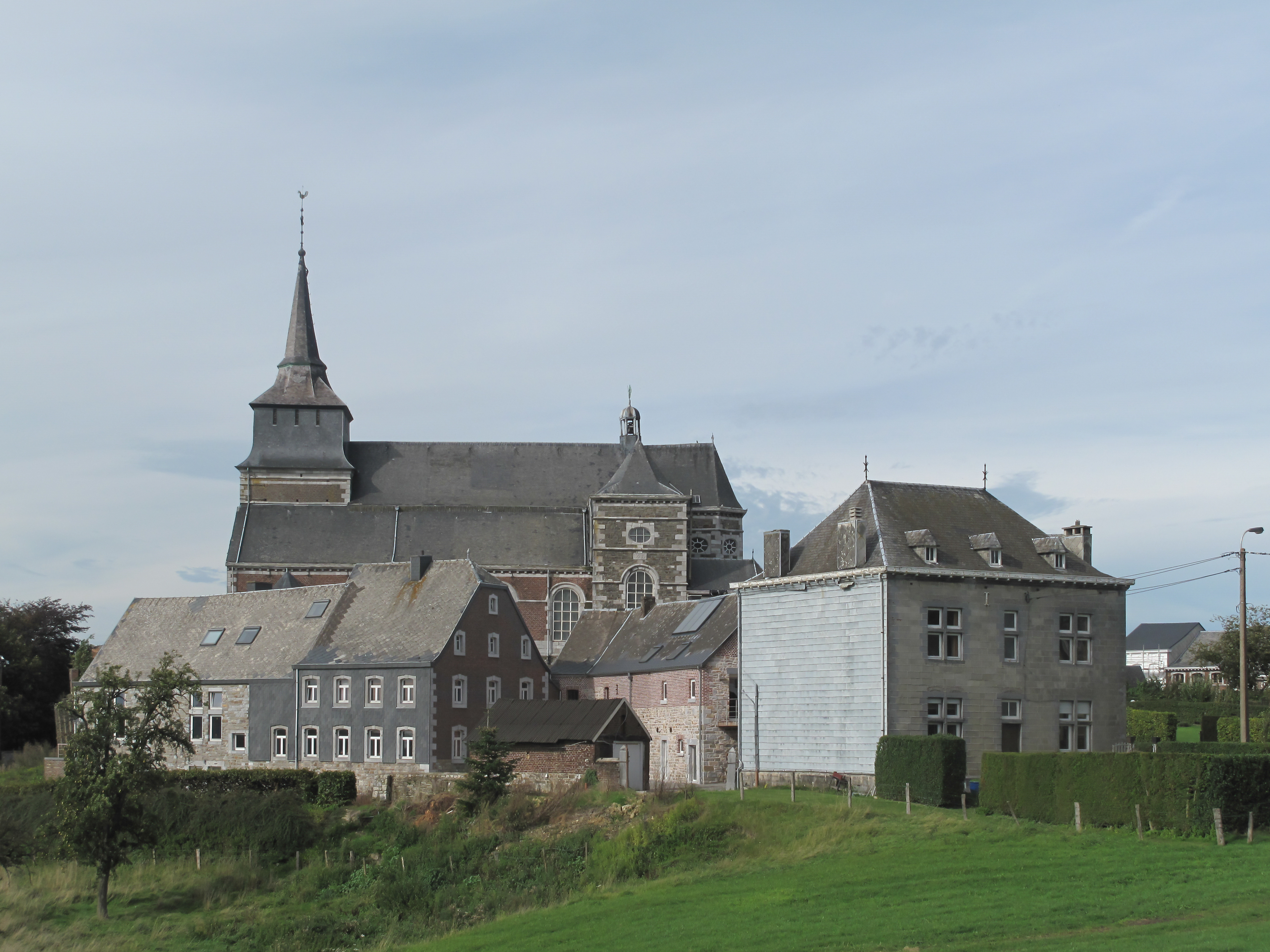
La iglesia: (l'église Saint-Jacques le Majeur)

Se encuentra ubicada al este del país, en la región natural del País de Herve, cerca de la ciudad de Verviers y de las fronteras con Alemania y los Países Bajos.

### Secciones del municipio
El municipio comprende los antiguos municipios, que se fusionaron en 1977:
| - Clermont - Thimister |

### Pueblos y aldeas del municipio
- Elsaute, Froidthier, La Minerie

## Demografía

### Evolución
Todos los datos históricos relativos al actual municipio, el siguiente gráfico refleja su evolución demográfica, incluyendo municipios después de efectuada la fusión el 1 de enero de 1977.
| Gráfica de evolución demográfica de Thimister-Clermont entre 1846 y 2019 |
|                                                                          |